# Miguel Àngel Sarrió Nadal
Miguel Àngel Sarrió Nadal (Ontinyent (Valencia), 1964) is een Spaans componist, muziekpedagoog, dirigent en trompettist.

## Levensloop
Sarrió Nadal kreeg zijn eerste muzieklessen van zijn grootvader José Maria Nadal Ferrero en zijn vader Miguel Sarrió Ferri en deze lessen werden voltooid door het bezoek van het Centre Musical "Josep Melcior Gomis" in Ontinyent. Hij studeerde muziekopleiding en trompet aan en behaalde zijn universitaire diploma's. Hij studeerde trompet ook bij Vicent Campos aan het Conservatorio Superior de Música "Salvador Seguí" de Castellón in Castellón de la Plana. Verder behaalde hij het diploma van de Associació Pedagogia Musical Wuytack de Vigo naar de principes van het zogenoemde "Orff Schulwerk" dat onder leiding stond van professor Jos Wuytack van het Lemmensinstituut te Leuven.
Van 1986 tot 1999 was hij dirigent van de Banda de Música Unió Musical d'Aielo de Malferit" met die hij rond 80 concerten verzorgde en in 1997 tijdens het "XXI Certamen Provincial de Bandes de Música" in het Palau de la Música in Valencia een 3e prijs in de 3e sectie behaalde. In 1998 behaalde hij met dit orkest een 1e prijs voor de interpretatie van de "hymne de Carnestoltes" in Le Puy-en-Velay. Sarrió Nadal behoorde tot de initiatiefnemers voor de kerkelijke concertreeks en het festival voor harmonieorkesten, dat door de Banda's de Música d’Aielo de Malferit georganiseerd werd en in zijn 23e editie gaat.
Van 1993 tot 1996 was hij directeur van het Conservatorium Professional "Josep Melcior Gomis" d’Ontinyent. Sinds 1997 is hij door de Conselleria d’Educació de la Generalitat Valenciana toegelaten als muziek docent. Van 1999 tot 2003 was hij directeur van de Agrupació Musical Ontinyent en van 1999 tot 2007 dirigent van de Colla de Dolçainers i Tabaleters "El Regall" d’Ontinyent. Vanaf september 2007 is hij dirigent van de Banda de Música Unió Musical de L’Orx (Alicante). Hij is medeoprichter van de Associació de Compositors de Música de Moros i Cristians (ACMMIC).
Als componist schreef hij tot nu rond 40 werken voor banda (harmonieorkest).

## Composities

### Werken voor harmonieorkest
- 1988 Al-Amel (L’esperança), marcha mora
- 1990 Mariners d'Ontinyent, marcha cristiana
- 1991 Unión Musical Ayelense, paso-doble
- 1995 Astures d'Ontinyent, marcha cristiana
- 1997 Ambaixadora Contrabandista-'98, marcha cristiana
- 1999 Laura, marcha cristiana
- 2001 Ambaixadora contrabandista, marcha cristiana
- 2002 Excálibur, marcha cristiana
- 2003 Atarfe, marcha mora - tekst: Joaquín José Cervino Ferrero
- 2003 Bisbe Mossárab, paso-doble
- 2004 100 Anys, marcha cristiana
- 2009 Agustí de Boix, paso-doble
- Beatriz Capitana Mora, marcha mora
- Capita Chano (i President), marcha mora[1]
- 2013 Jesús y María, Marcha cristiana dedicada a la Esperanza de Málaga por su XXV aniversario de coronación.